# Rzav
 Ovo je glavno značenje pojma Rzav. Za naselje u općini Višegrad, Bosna i Hercegovina pogledajte Rzav (Višegrad, BiH).
Rzav je rijeka u istočnoj Bosni.
Nastaje kod sela Vardište (Bosna i Hercegovina), na području nacionalnog parka Tara, na granici Bosne i Hercegovine i Srbije, spajanjem rijeka Bijeli Rzav i Crni Rzav, nakon čega kratko teče kroz Bosnu i Hercegovinu, te u Višegradu utiče u rijeku Drinu.
Tok rijeke obiluje klisurama i kanjonima. Pejzaže karakteriziraju visoke i strme hridine sivo-bijelih tonova po kojima raste četinarsko rastinje. 
Čitavim tokom Rzava išla je nekada stara pruga koju su gradili Austrijanci. Godine 2004. pokrenuta je inicijativa za obnovom čuvenog ćire koji bi išao od Mokre Gore preko Kotromana, Vardišta, Dobruna i Višegrada. Radovi na obnovi šina i cjelokupne pruge su završeni a uskoro se očekuje i prolazak ćire uz Rzav. 
Prije izgradnje HE Perućac, Rzav je bio jedna od najbogatijih rijeka ribom koje bi dolazile s proljećem da se mrijeste u njemu.
Rzav teče i pored Dobruna, starog srednjevekovnog utvrđenog grada, koji je bio vrlo značajan trgovački centar na ovom najznačajnijem karavanskom putu od Mediterana do središnjeg Balkana. U drugoj polovici 14. st. sagrađen je manastir Dobrun koji i danas postoji. Specifičan je po freskama iz 14. st. na kojima su prikazani srpski vladari i članovi ktitorske porodice, a također i po vrijednoj zbirci ikona i crkvenog mobilijara od kojih neki primjerci datiraju još iz 13. st.